# Yampier Hernández
Yampier Hernández Gonzales (født 30. august 1984 i Havana) er en cubansk amatørbokser, som konkurrerer i vægtklassen let-fluevægt. Hernández' største internationale resultater er en bronzemedalje fra Sommer-OL 2008 i Beijing, Kina. Han har også to nationale titler fra 2007 og 2008. Han repræsenterede Cuba under Sommer-OL 2008 hvor han vandt en bronzemedalje efter at have tabt semifinalen til Pürevdorjiin Serdamba fra Mongoliet.